# Mike McGlynn
Michael Ryan McGlynn (* 8. března 1985 v Austintownu, stát Ohio) je hráč amerického fotbalu nastupující na pozici Guarda za tým New Orleans Saints v National Football League. Vysokoškolský fotbal hrál za University of Pittsburgh, poté byl vybrán ve čtvrtém kole Draftu NFL 2008 týmem Philadelphia Eagles.

## Profesionální kariéra

### Philadelphia Eagles
Mike McGlynn byl vybrán ve čtvrtém kole Draftu NFL 2008 na 109. místě celkově týmem Philadelphia Eagles, 4. července 2008 zde také podepsal čtyřletou smlouvu. V první sezóně 2008 sloužil jako záloha za levého guarda Todda Herremanse a později Nicka Colea. Připsal si tři starty, ale 9. ledna 2009 byl zapsán na seznam zraněných poté, co si natrhl kolenní šlachu v utkání proti Minnesotě Vikings. McGlynn tak zmeškal také všechny zápasy sezóny 2009, i když se po zranění Jamaala Jacksona v 16. týdnu stal zálohou za Nicka Colea. V sezóně 2010 se po dalším zranění Jacksona stává startujícím centrem Eagles a odehraje všech šestnáct zápasů základní části. V Draftu NFL 2011 si Eagles v prvním kole vybírají guarda Dannyho Watkinse a McGlynn je 3. září 2011 vyškrtnut ze soupisky.

### Cincinnati Bengals
4. září 2011 podepisuje McGlynn smlouvu s Cincinnati Bengals a v následující sezóně zde odehraje sedm utkání, z toho čtyři jako startující hráč.

### Indianapolis Colts
15. března 2012 podepisuje McGlynn smlouvu s Indianapolis Colts a okamžitě stává startujícím hráčem na pozici pravého guarda. Odehraje zde všech šestnáct utkání základní části i play-off.

### Washington Redskins
McGlynn podepsal smlouvu s Washington Redskins 28. března 2014, nicméně 26. srpna byl po zúžení kádru propuštěn.

### Kansas City Chiefs
McGlynn podepsal smlouvu s Kansas City Chiefs 27. srpna 2014 a na pozici Guarda ze nastoupil do třinácti utkání.

### New Orleans Saints
McGlynn podepsal smlouvu s New Orleans Saints 20. května 2015, přičemž New Orleans dříve prodalo svého startujícího Guarda Bena Grubbse Chiefs, kde měl zaujmout McGlynnovo místo.